# 萊克菲爾德 (明尼蘇達州)
萊克菲爾德（英語：Lakefield）是一個位於美國明尼蘇達州傑克遜縣的城市。

## 人口
根據2020年美國人口普查的數據，萊克菲爾德的面積為3.47平方千米，皆為陸地。當地共有人口1735人，而人口密度為每平方千米500人。